# خوستو لورينتي
خوستو لورينتي (بالإسبانية: Justo Lorente)‏ هو لاعب كرة قدم نيكاراغوي في مركز حراسة المرمى، ولد في 27 فبراير 1994 في مسايا في نيكاراغوا. لعب مع Real Estelí FC ‏.

## وصلات خارجية
- خوستو لورينتي على موقع قاعدة بيانات كرة القدم.إي يو (الإنجليزية)
- خوستو لورينتي على موقع ناشيونال فوتبول تيمز (الإنجليزية)
- خوستو لورينتي على موقع Soccerway.com (الإنجليزية)